# Atletismo nos Jogos Olímpicos de Verão de 2008 - 200 m feminino
A competição dos 200 metros rasos feminino nos Jogos Olímpicos de Verão de 2008 aconteceu no dias 17 a 20 de Agosto no Estádio Nacional de Pequim. A vitória da competição ficou com a jamaicana Veronica Campbell-Brown que estabeleceu um novo recorde pessoal com o tempo de 21s74.

## Medalhistas
| Ouro   | JAM Veronica Campbell-Brown |
| Prata  | USA Allyson Felix           |
| Bronze | JAM Kerron Stewart          |

## Recordes
Antes desta competição, os recordes mundial e olímpico eram estes:
| Tipo | Atleta                   | Tempo   | Local | Data                   |
| ---- | ------------------------ | ------- | ----- | ---------------------- |
|      | Florence Griffith-Joyner | 21,34 s | Seul  | 29 de setembro de 1988 |
|      | Florence Griffith-Joyner | 21,34 s | Seoul | 29 de setembro de 1988 |

## Resultados

### Ronda 1

#### Eliminatória 1
| # | Pista | Atleta/País               | Tempo   | Notas | Reac. |
| - | ----- | ------------------------- | ------- | ----- | ----- |
| 1 | 7     | USA Allyson Felix         | 23.02 Q | .     | 0.189 |
| 2 | 8     | SRI Susanthika Jayasinghe | 23.04 Q | .     | 0.235 |
| 3 | 9     | SKN Virgil Hodge          | 23.14 Q | .     | 0.226 |
| 4 | 4     | RUS Aleksandra Fedoriva   | 23.29 Q | .     | 0.206 |
| 5 | 5     | BUL Inna Eftimova         | 23.50 Q | .     | 0.197 |
| 6 | 6     | LBR Kia Davis             | 24.31   | .     | 0.217 |
| 7 | 3     | SUR Kirsten Nieuwendam    | 24.46   | (NR)  | 0.190 |
| — | 2     | GHA Vida Anim             | DNS     | .     |       |

#### Eliminatória 2

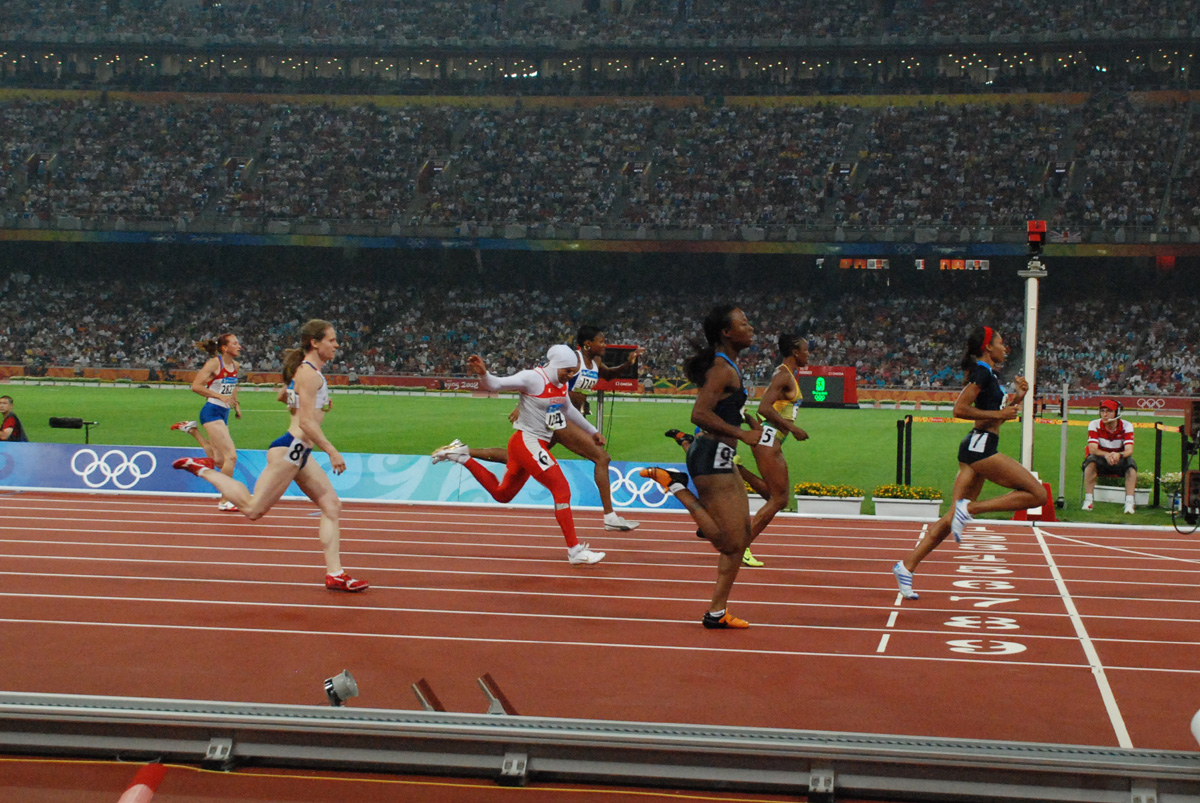
Chegada da semifinal 2

| # | Pista | Atleta/País                | Tempo   | Notas | Reac. |
| - | ----- | -------------------------- | ------- | ----- | ----- |
| 1 | 3     | USA Muna Lee               | 22.71 Q | .     | 0.174 |
| 2 | 4     | FRA Muriel Hurtis-Houairi  | 22.72 Q | .     | 0.210 |
| 3 | 2     | CAY Cydonie Mothersill     | 22.76 Q | (SB)  | 0.222 |
| 4 | 6     | RUS Yuliya Chermoshanskaya | 22.98 Q | .     | 0.204 |
| 5 | 7     | BUL Ivet Lalova            | 23.13 Q | (SB)  | 0.207 |
| 6 | 9     | DOM Marielis Sánchez       | 24.05   | .     | 0.265 |
| 7 | 5     | PUR Carol Rodríguez        | 24.07   | .     | 0.195 |
| — | 8     | BEL Kim Gevaert            | DNS     | .     |       |

#### Eliminatória 3
| # | Pista | Atleta/País                  | Tempo   | Notas | Reac. |
| - | ----- | ---------------------------- | ------- | ----- | ----- |
| 1 | 3     | USA Marshevet Hooker         | 23.07 Q | .     | 0.196 |
| 2 | 2     | BAH Debbie Ferguson-McKenzie | 23.22 Q | .     | 0.174 |
| 3 | 9     | NGR Oludamola Osayomi        | 23.31 Q | .     | 0.192 |
| 4 | 8     | CYP Eleni Artymata           | 23.58 Q | (SB)  | 0.200 |
| 5 | 7     | SLO Sabina Veit              | 23.62   | .     | 0.213 |
| 6 | 6     | NGR Gloria Kemasuode         | 23.72   | .     | 0.216 |
| 7 | 5     | SKN Meritzer Williams        | 23.83   | .     | 0.225 |
| 8 | 4     | BEN Fabienne Féraez          | 24.07   | .     | 0.250 |

#### Eliminatória 4
| # | Pista | Atleta/País          | Tempo   | Notas | Reac. |
| - | ----- | -------------------- | ------- | ----- | ----- |
| 1 | 8     | BRN Rakia Al-Gassra  | 22.81 Q | .     | 0.276 |
| 2 | 4     | GBR Emily Freeman    | 22.95 Q | .     | 0.200 |
| 3 | 7     | JAM Kerron Stewart   | 23.03 Q | .     | 0.269 |
| 4 | 2     | ROU Ionela Târlea    | 23.24 Q | .     | 0.187 |
| 5 | 5     | COL Darlenis Obregón | 23.33 Q | .     | 0.220 |
| 6 | 9     | UZB Guzel Khubbieva  | 23.44 Q | .     | 0.154 |
| 7 | 3     | BAR Jade Bailey      | 23.62   | .     | 0.220 |
| 8 | 6     | MYA Lai Lai Win      | 24.37   | .     | 0.195 |

#### Eliminatória 5
| # | Pista | Atleta/País                 | Tempo   | Notas | Reac. |
| - | ----- | --------------------------- | ------- | ----- | ----- |
| 1 | 6     | JAM Veronica Campbell-Brown | 23.04 Q | .     | 0.209 |
| 2 | 8     | MLI Kadiatou Camara         | 23.06 Q | .     | 0.245 |
| 3 | 5     | RUS Natalia Rusakova        | 23.21 Q | .     | 0.205 |
| 4 | 3     | BAH Sheniqua Ferguson       | 23.33 Q | .     | 0.188 |
| 5 | 4     | CAN Adrienne Power          | 23.40 Q | .     | 0.168 |
| 6 | 9     | ITA Vincenza Calì           | 23.44 Q | .     | 0.210 |
| 7 | 7     | RSA Isabel Le Roux          | 23.67   | .     | 0.201 |
| 8 | 2     | SOM Samia Yusuf Omar        | 32.16   | .     |       |

#### Eliminatória 6
| # | Pista | Atleta/País                | Tempo   | Notas | Reac. |
| - | ----- | -------------------------- | ------- | ----- | ----- |
| 1 | 6     | UKR Nataliya Pygyda        | 22.91 Q | (=PB) | 0.180 |
| 2 | 9     | JAM Sherone Simpson        | 22.94 Q | .     | 0.193 |
| 3 | 2     | CUB Roxana Díaz            | 23.09 Q | .     | 0.182 |
| 4 | 7     | ISV LaVerne Jones-Ferrette | 23.12 Q | .     | 0.178 |
| 5 | 8     | BRA Evelyn dos Santos      | 23.43 Q | .     | 0.211 |
| 6 | 3     | GRN Allison George         | 23.45 Q | .     | 0.235 |
| 7 | 5     | POL Marta Jeschke          | 23.59   | .     | 0.180 |
| 8 | 4     | LIB Gretta Taslakian       | 25.32   | (SB)  | 0.208 |

### Ronda 2
Os três melhores tempos de cada eliminatória (Q) mais os quatro mais rápidos (q) qualificaram-se para as semifinais.

#### Eliminatória 1
| # | Pista | Atleta/País                  | Tempo   | Notas | Reac. |
| - | ----- | ---------------------------- | ------- | ----- | ----- |
| 1 | 4     | JAM Veronica Campbell-Brown  | 22.64 Q | .     | 0.168 |
| 2 | 6     | USA Allyson Felix            | 22.74 Q | .     | 0.199 |
| 3 | 7     | BAH Debbie Ferguson-McKenzie | 22.77 Q | .     | 0.166 |
| 4 | 5     | CAY Cydonie Mothersill       | 22.83 q | .     | 0.233 |
| 5 | 9     | ROU Ionela Târlea            | 23.22   | .     | 0.214 |
| 6 | 2     | BRA Evelyn dos Santos        | 23.35   | .     | 0.203 |
| 7 | 8     | ISV LaVerne Jones-Ferrette   | 23.37   | .     | 0.186 |
| — | 3     | UZB Guzel Khubbieva          | DNS     | .     |       |

#### Eliminatória 2
| # | Pista | Atleta/País               | Tempo   | Notas | Reac. |
| - | ----- | ------------------------- | ------- | ----- | ----- |
| 1 | 7     | BRN Rakia Al-Gassra       | 22.76 Q | .     | 0.246 |
| 2 | 5     | FRA Muriel Hurtis-Houairi | 22.89 Q | .     | 0.179 |
| 3 | 6     | SRI Susanthika Jayasinghe | 22.94 Q | .     | 0.256 |
| 4 | 4     | CUB Roxana Díaz           | 22.98 q | .     | 0.180 |
| 5 | 8     | RUS Aleksandra Fedoriva   | 23.04 q | .     | 0.244 |
| 6 | 9     | NGR Oludamola Osayomi     | 23.27   | .     | 0.195 |
| 7 | 2     | COL Darlenis Obregón      | 23.40   | .     | 0.167 |
| 8 | 3     | BUL Inna Eftimova         | 23.48   | .     | 0.188 |

#### Eliminatória 3
| # | Pista | Atleta/País                | Tempo   | Notas | Reac. |
| - | ----- | -------------------------- | ------- | ----- | ----- |
| 1 | 9     | RUS Yuliya Chermoshanskaya | 22.63 Q | (PB)  | 0.193 |
| 2 | 6     | JAM Kerron Stewart         | 22.74 Q | .     | 0.212 |
| 3 | 4     | USA Marshevet Hooker       | 22.76 Q | .     | 0.198 |
| 4 | 5     | UKR Nataliya Pyhyda        | 23.03 q | .     | 0.172 |
| 5 | 7     | MLI Kadiatou Camara        | 23.06   | .     | 0.213 |
| 6 | 2     | CAN Adrienne Power         | 23.51   | .     | 0.156 |
| 7 | 3     | ITA Vincenza Calì          | 23.56   | .     | 0.204 |
| 8 | 8     | BAH Sheniqua Ferguson      | 23.61   | .     | 0.199 |

#### Eliminatória 4
| # | Pista | Atleta/País          | Tempo   | Notas | Reac. |
| - | ----- | -------------------- | ------- | ----- | ----- |
| 1 | 5     | JAM Sherone Simpson  | 22.60 Q | .     | 0.176 |
| 2 | 7     | USA Muna Lee         | 22.83 Q | .     | 0.246 |
| 3 | 6     | GBR Emily Freeman    | 22.95 Q | .     | 0.187 |
| 4 | 3     | BUL Ivet Lalova      | 23.15   | .     | 0.169 |
| 5 | 4     | SKN Virgil Hodge     | 23.17   | .     | 0.223 |
| 6 | 8     | RUS Natalia Rusakova | 23.28   | .     | 0.220 |
| 7 | 9     | CYP Eleni Artymata   | 23.77   | .     | 0.185 |
| 8 | 2     | GRN Allison George   | 23.77   | .     | 0.305 |

### Semifinais
Os quatro melhores tempos de cada eliminatória (Q) passam à final.

#### Eliminatória 1
| # | Pista | Atleta/País                  | Tempo   | Notas | Reac. |
| - | ----- | ---------------------------- | ------- | ----- | ----- |
| 1 | 5     | JAM Veronica Campbell-Brown  | 22.19 Q | .     | 0.187 |
| 2 | 7     | JAM Kerron Stewart           | 22.29 Q | .     | 0.217 |
| 3 | 4     | USA Muna Lee                 | 22.29 Q | (PB)  | 0.186 |
| 4 | 9     | BAH Debbie Ferguson-McKenzie | 22.51 Q | .     | 0.165 |
| 5 | 6     | RUS Yuliya Chermoshanskaya   | 22.57   | (PB)  | 0.204 |
| 6 | 3     | UKR Nataliya Pyhyda          | 22.95   | .     | 0.160 |
| 7 | 8     | SRI Susanthika Jayasinghe    | 22.98   | .     | 0.245 |
| 8 | 2     | CUB Roxana Díaz              | 23.12   | .     | 0.177 |

#### Eliminatória 2
| # | Pista | Atleta/País               | Tempo   | Notas | Reac. |
| - | ----- | ------------------------- | ------- | ----- | ----- |
| 1 | 7     | USA Allyson Felix         | 22.33 Q | .     | 0.181 |
| 2 | 9     | USA Marshevet Hooker      | 22.50 Q | .     | 0.196 |
| 3 | 5     | JAM Sherone Simpson       | 22.50 Q | .     | 0.175 |
| 4 | 3     | CAY Cydonie Mothersill    | 22.61 Q | (SB)  | 0.212 |
| 5 | 4     | FRA Muriel Hurtis-Houairi | 22.71   | .     | 0.188 |
| 6 | 6     | BRN Rakia Al-Gassra       | 22.72   | .     | 0.259 |
| 7 | 8     | GBR Emily Freeman         | 22.83   | .     | 0.201 |
| 8 | 2     | RUS Aleksandra Fedoriva   | 23.22   | .     | 0.202 |

### Final
| #                 | Pista | Nome                     | País               | Tempo de reação | Resultados | Notas |
| ----------------- | ----- | ------------------------ | ------------------ | --------------- | ---------- | ----- |
| Medalha de ouro   | 4     | Veronica Campbell-Brown  | JAM Jamaica        | 0.172           | 21.74      | PB    |
| Medalha de prata  | 5     | Allyson Felix            | USA Estados Unidos | 0.193           | 21.93      | SB    |
| Medalha de bronze | 6     | Kerron Stewart           | JAM Jamaica        | 0.199           | 22.00      |       |
| 4                 | 9     | Muna Lee                 | USA Estados Unidos | 0.176           | 22.01      | PB    |
| 5                 | 7     | Marshevet Hooker         | USA Estados Unidos | 0.200           | 22.34      | PB    |
| 6                 | 8     | Sherone Simpson          | JAM Jamaica        | 0.167           | 22.36      |       |
| 7                 | 2     | Debbie Ferguson-McKenzie | BAH Bahamas        | 0.175           | 22.61      |       |
| 8                 | 3     | Cydonie Mothersill       | CAY Ilhas Cayman   | 0.206           | 22.68      |       |
|                   |       |                          |                    | Vento: 0.6 m/s  |            |       |

Legenda
| Recorde mundial      | Recorde mundial (World record)               |                       | Recorde africano                      | Recorde africano (African) |                                           | Q | Classificado por posição (Qualified) |
| Recorde olímpico     | Recorde olímpico (Olympic record)            | Recorde da América    | Recorde da América (Americas)         | q                          | Classificado por melhor tempo (Qualified) |   |                                      |
| Melhor marca do ano  | Melhor marca do ano (World leading)          | Recorde asiático      | Recorde asiático (Asian)              | DNS                        | Não largou (Did not start)                |   |                                      |
| Recorde nacional     | Recorde nacional (National record)           | Recorde europeu       | Recorde europeu (European)            | DNF                        | Não terminou (Did not finish)             |   |                                      |
| Recorde pessoal      | Recorde pessoal do atleta (Personal best)    | Recorde da Oceania    | Recorde da Oceania (Oceania)          | DSQ / DQ                   | Desclassificado (Disqualified)            |   |                                      |
| Recorde da temporada | Recorde da temporada do atleta (Season best) | Recorde sul-americano | Recorde sul-americano (South America) | NM                         | Sem marca (No mark)                       |   |                                      |